# سنگاوین
سنگاوین، روستایی از توابع بخش مرکزی شهرستان آوج در استان قزوین ایران است.
این روستا جنوبی ترین نقطه استان قزوین از لحاظ مختصات جغرافیایی و مسکونی بودن است.
گویش مردم این روستا ترکی آذربایجانی است‌.

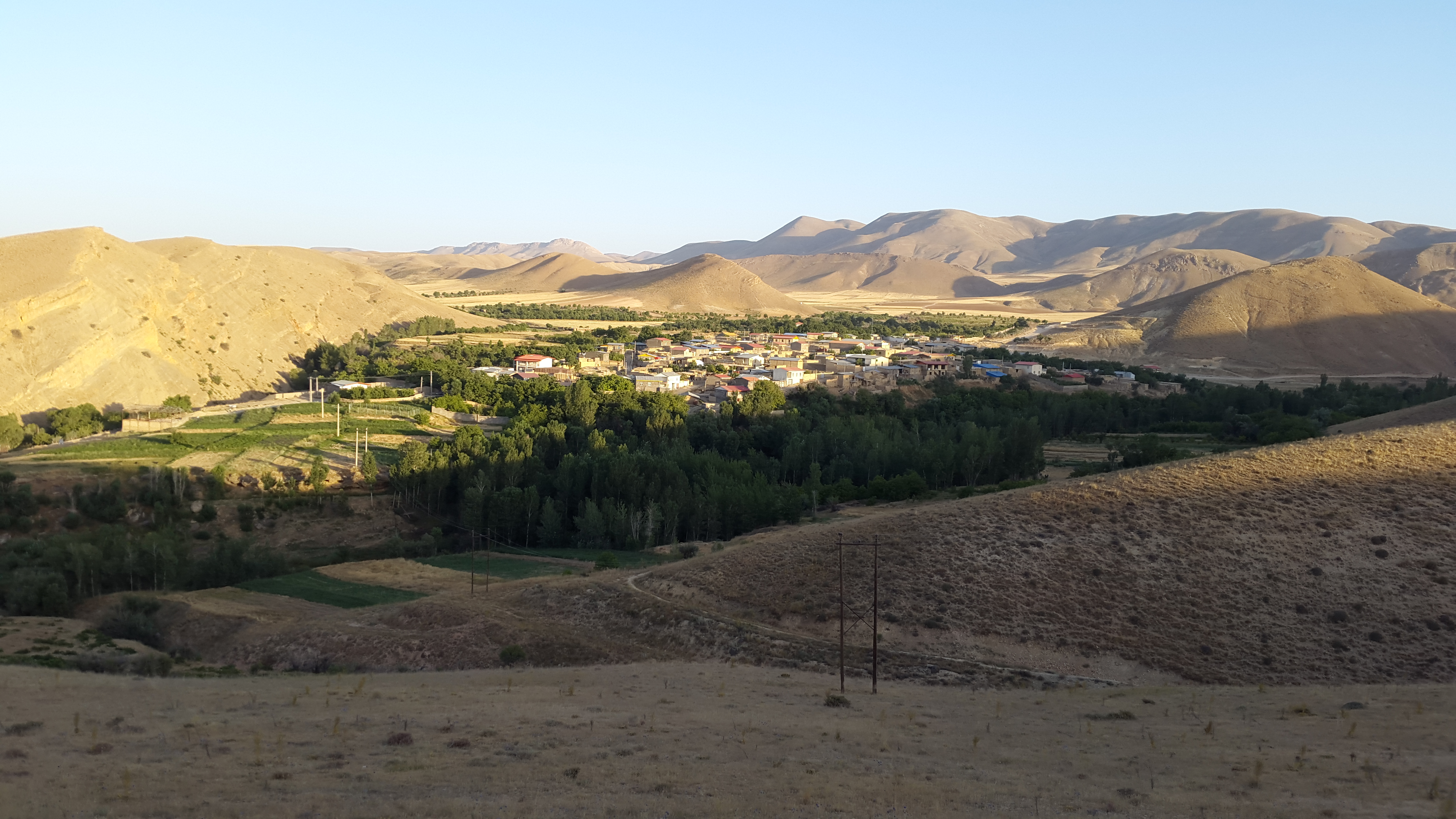
نمایی از روستا

## جمعیت
این روستا در دهستان شهیدآباد قرار دارد و براساس سرشماری مرکز آمار ایران در سال ۱۳۸۵، جمعیت آن 300 نفر (۷۵خانوار) بوده‌است.